# Grand Valley State Lakers
Grand Valley State Lakers (Laguneros de la Estatal del Gran Valle) es el equipo deportivo que representa a la Grand Valley State University ubicada en Allendale, Michigan, en la NCAA Division II como miembros de la Great Lakes Intercollegiate Athletic Conference (GLIAC) con 20 equipos deportivos.

## Deportes
GVSU actualmente cuenta con 20 equipos deportivos:
| Masculino           | Femenino            |
| ------------------- | ------------------- |
| Béisbol             | Baloncesto          |
| Baloncesto          | Cross Country       |
| Cross Country       | Golf                |
| Fútbol americano    | Lacrosse            |
| Golf                | Fútbol              |
| Natación y Clavados | Natación y Clavados |
| Tenis               | Softbol             |
| Atletismo           | Tenis               |
|                     | Atletismo           |
|                     | Voleibol            |

### Fútbol Americano
Los Grand Valley State jugaron su primer final nacional en 2001, perdiendo ante North Dakota Fighting Hawks. Ganaron su primeros títulos de la Division II en 2002 y en 2003. Ganó un tercer título nacional en 2005, terminando la temporada con récord de 13–0 y tuvieron un récord en la NCAA de más victorias en un periodo de cuatro años con 51. Ganaron su cuarto título en 2006 venciendo a Northwest Missouri State Bearcats. En 2007 GVSU rompe el récord de victorias consecutivas en la Division II con 40. El récord anterior era de 34 impuesto por los Hillsdale Chargers que estaba vigente desde 1957. En 8 de diciembre de 2007 la racha terminó en playoff ante Northwest Missouri State Bearcats al perder 16-34.

### Baloncesto

#### Masculino
En la temporada 2005–2006 llegaron al NCAA D2 Regional Playoffs. GV era en número cuatro de la clasificación de los playoffs. Terminaron con un record de 27–4 en el segundo año del entrenador Ric Wesley, quien sería nombrado por la BCAM College como entrenador del año. Ric llevó a los Lakers a un récord de 45–14 en sus dos primeras temporadas, siendo este el mejor récord en baloncesto para un equipo en un periodo de dos años.
En 1977 llegaron al Final Four del NAIA Division I Tournament. En 2019 ganó el torneo de la Great Lakes Intercollegiate Athletic Conference para clasificar Division 2 NCAA Tournament, venciendo al #21 Ashland Eagles, Wisconsin-Parkside Rangers y al #8 Davenport Panthers.

#### Femenino
Ganaron su primer campeonato nacional de la NCAA Division II en la temporada 2005–2006 venciendo 58–52 a American International Yellow Jackets. Las Lakers terminaron con un récord de 33–3, incluyendo una racha de 22 victorias consecutivas, un récord del programa. Las Lakers en la temporada 2004–05 perdieron en la ronda Elite Eight con un récord de 28–6. La entrenadora Dawn Plitzuweit fue elegida como entrenador del año por Russell Athletic/WBCA en 2005. También fue seleccionada para el USA Women's Basketball Trials Court Coach. En las temporadas 2004-05 y 2005-06 las Lakers tuvieron a la dos veces All-American Nikki Reams. Las Lakers ganaron la temporada regular de la GLIAC en 2018–19, alcanzando la ronda Sweet 16 de la NCAA con Mike Williams llegando a las 100 victorias con el equipo.

### Béisbol
Los Lakers han tenido un moderado éxito en este programa, aparecen frecuentemente en el torneo de la NCAA Division II. Los Lakers en 2004 los Lakers llegaron a la final de la Division II national championship, donde perdieron ante Delta State.

### Fútbol

#### Femenino
El equipo ha sido seis veces campeón nacional National Championships (2009, 2010, 2013, 2014, 2015, 2019), finalista nacional en 2018 al perder la final 0-1 terminando cun un récord histórico de 25-1-1, la mayor cantidad de victorias en una temporada. En 2005 gana el GLIAC Championship y llega en la NCAA Division II al Elite Eight. En 2006 gana otra vez el GLIAC y se ubicaba en el octavo lugar del país al final de la temporada regular. Las Lakers regresaron al NCAA Division II tournament y llegaron a la final como el primer equipo universitario de Michigan en ser finalista nacional en fútbol. En 2009 las Lakers llegaron otra vez al Division II Championship, ganando su primer título al vencer 1–0 a California State-Dominguez Hills Toros. En 2010 las Lakers terminaron la temporada regular con récord de 15–1–2, y un récord general de 22–1–2, ganando su segundo título nacional. También, puso un récord en la NCAA Division II con más veces con su portería en 0 goles (22), venciendo en goles a sus oponentes por 93–5, y anotaron 17 goles en los playoffs.

### Voleibol

#### Femenil
Ganó su primer campeonato de Division II en 2005 ante Nebraska-Kearney Lopers ante un récord de asistencia en un partido de División II con 5025 espectadores. En 2005 fue el primer equipo de la universidad en ganar un título nacional en voleibol. Las Lakers terminaron la temporada con un récord de 32–6. La Coach Deanne Scanlon fue elegida por Tachikara/AVCA D2 National como entrenadora del año. Las Lakers terminaron con un récord total de 20–6 en los NCAA D2 Playoffs y con una racha de 13 años seguidos con temporada ganadora.

## Campeonatos

### Campeonatos Nacionales (23)
- 2002: Fútbol americano – NCAA Division II
- 2003: Fútbol americano – NCAA Division II
- 2005: Fútbol americano – NCAA Division II
- 2005: Voleibol femenil – NCAA Division II
- 2006: Baloncesto femenil – NCAA Division II
- 2006: Fútbol americano – NCAA Division II
- 2009: Fútbol femenil – NCAA Division II
- 2010: Fútbol femenil – NCAA Division II
- 2010: Cross Country femenil– NCAA Division II
- 2011: Atletismo femenil bajo techo – NCAA Division II
- 2011: Atletismo femenil – NCAA Division II
- 2012: Atletismo femenil bajo techo – NCAA Division II
- 2012: Atletismo femenil – NCAA Division II
- 2012: Cross Country femenil – NCAA Division II
- 2013: Cross Country femenil – NCAA Division II
- 2013: Fútbol femenil – NCAA Division II
- 2014: Fútbol femenil – NCAA Division II
- 2014: Cross Country femenil – NCAA Division II
- 2015: Fútbol femenil – NCAA Division II
- 2016: Cross Country femenil – NCAA Division II
- 2018: Cross Country femenil – NCAA Division II
- 2018: Cross Country masculino – NCAA Division II
- 2019: Fútbol femenil – NCAA Division II

### Finales Nacionales (22)
- 1977: Lucha – NAIA
- 1978: Lucha – NAIA
- 2001: Fútbol americano – NCAA Division II
- 2002: Softbol – NCAA Division II
- 2004: Béisbol – NCAA Division II
- 2005: Cross Country femenil – NCAA Division II
- 2005: Golf femenil – NCAA Division II
- 2006: Fútbol femenil – NCAA Division II
- 2009: Atletismo femenil bajo techo – NCAA Division II
- 2009: Golf femenil – NCAA Division II
- 2009: Cross Country femenil – NCAA Division II
- 2009: Fútbol americano – NCAA Division II
- 2010: Atletismo femenil bajo techo – NCAA Division II
- 2011: Fútbol femenil – NCAA Division II
- 2013: Cross Country masculino – NCAA Division II
- 2014: Cross Country masculino – NCAA Division II
- 2015: Atletismo masculino bajo techo – NCAA Division II
- 2015: Cross Country femenil – NCAA Division II
- 2016: Fútbol femenil – NCAA Division II
- 2016: Cross Country masculino – NCAA Division II
- 2017: Cross Country masculino - NCAA Division II
- 2018: Fútbol femenil - NCAA Division II

### Campeonatos Nacionales por Equipos (15)
- 2001: Lucha – NCWA
- 2002: Lucha – NCWA
- 2005: Waterpolo masculino – CWPA-NCCC
- 2006: Lucha – NCWA
- 2007: Lucha – NWCA Duals-NCWA
- 2007: Lucha – NCWA
- 2007: Dodgeball – NCDA
- 2008: Lucha – NWCA Duals-NCWA
- 2008: Lucha – NCWA
- 2008: Dodgeball – NCDA
- 2009: Lucha – NWCA Duals-NCWA
- 2009: Dodgeball – NCDA
- 2009: Hockey en Patines – NCRHA Division II
- 2010: Dodgeball – NCDA
- 2011: Hockey Sobre Hielo masculino – ACHA Division II
- 2013: Dodgeball – NCDA[3]
- 2014: Dodgeball – NCDA[4]
- 2014: Lacrosse – MCLA Division II[5]
- 2016: Porrismo - NCA Division II Coed

### Finalistas Nacionales por Equipos (9)
- 2004: Lucha – NCWA
- 2005: Lucha – NCWA
- 2006: Lucha – NWCA Duals-NCWA
- 2006: Water Polo masculino – CWPA-NCCC
- 2008: Lacrosse masculino – MCLA Division II
- 2009: Lucha – NCWA
- 2012: Hockey Sobre Hielo masculino – ACHA Division II
- 2012: Lacrosse masculino – MCLA Division II
- 2013: Hockey sobre hielo masculino – ACHA Division II